# Сал (река)
Сал (на руски: Сал) е 72-рата по дължина река в Русия и 3-та по дължина след река Северски Донец и Хопьор приток на Дон. Дължината ѝ е 798 km. Протича на територията на Република Калмикия (около 20 km) и Ростовска област (778 km). Влива се отляво при 165-и km на река Дон при град Семикаракорск, Ростовска област.

## Географска характеристика

### Извор, течение, устие
Реката води началото си под името Джурак Сал в селището Джурак в Република Калмикия, на около 8 km северозападно от столицата Елиста, на 171 m н.в., в западната част на възвишението Ергени. В най-горното си течение тече в северозападна посока, след около 20 km напуска територията на Република Калмикия и навлиза в пределите на Ростовска област. До село Ремонтное запазва северозападното си направление, след което завива на север и следва тази посока до устието на десния си приток Кара Сал. Оттук до устието си, вече под името Сал реката тече в западно направление. Влива се отляво в река Дон при неговия 165-и km, в западната част на град Семикаракорск, Ростовска област, на 4 m н.в.
По цялото си протежение течението на реката силно меандрира, вследствие на което повече от 2,5 пъти увеличава дължината си спрямо дължината по права линия. Меандрите на реката имат най-различни причудливи форми, простиращи се във всички направления. Тези меандри често се затлачват като се отчленяват от основното корито и образуват старици и изоставени езера. Обикновено те бързо пресъхват, но благодарение на обилното овлажняване по време на пълноводието около тях се съхранява свежа зеленина. Като цяло, поради огромното количество наноси, които носи реката коритото ѝ е разположено с няколко метра над нивото на околния терен. Особено в средното течение коритото на реката е много плитко, но се срещат и дълбоки до 5 – 7 m вирове. В долината на реката на дълбочина от 2 до 5 m са разположени обилно количество грунтови (подпочвени) води, които подхранват течението целогодишно и заблатяват ниските части на долината ѝ. В долното течение, вследствие на плоския релеф заблатяването е почти повсеместно. Ежегодно реката отлага в заблатените райони и заливната си тераса от 3 до 20 см наноси.

### Водосборен басейн, притоци
Водосборният басейн на река Сал обхваща площ от 21 300 km2, която представлява 5,05% от водосборния басейн на Дон. Той се простира на територията на Република Калмикия и Ростовска област на Русия и е асиметричен, като лявата, южна част е по-голяма от дясната, северна част. Поради тази причина основните притоци на реката са предимно леви. Водосборният басейн на реката граничи с други 4 водосборни басейна:
- на север – водосборните басейни на малки реки, леви притоци на Дон;
- на североизток и изток – водосборният басейн на река Волга;
- на югоизток – водосборният басейн на река Кума (влива се в Каспийско море);
- на юг и югозапад – водосборният басейн на река Западен Манич (ляв приток на Дон).

Река Сал получава 9 притока с дължина над 25 km, от които 4 са с дължина над 100 km. По-долу са изброени тези 4 реки, на които са показани на кой километър от течението на Хопьор се вливат (километрите се броят от устието към извора), техните дължини, площта на водосборните им басейни, дали са леви (←) или десни (→) притоци и къде се вливат:
← 533 Кара Сал 134 km, 3070 km2, на 5 km източно от село Новоиловлиновски, Ростовска област;
→ 400 Голям Гашун 161 km, 3090 km2, на 2 km югозападно от станица Донской, Ростовска област;
→ 328 Малая Куберле 152 km, 1460 km2, на 2 km северозападно от село Веселий Гай, Ростовска област;
→ 293 Болшая Куберле 133 km, 1960 km2, на 3,5 km западно от село Семенкин, Ростовска област.

### Хидроложки показатели
Басейнът на реката изцяло се намира в пределите на степната зона, където климатът е засушлив, което обяснява малкият отток на реката при сравнително големият и водосборен басейн. Тече изцяло в пределите на т.нар. Салски степи, където валежите са малко (около 300 мм/год.), а изпарението, вследствие на високите летни температури, продължителните сухи ветрове и малката относителна влажност е много голямо. Поради тези особености на климата ролята на летните валежи е незначителна за подхранването на реката и през отделни години в горното и средното си течение пресъхва от 8 до 200 дни. Средният многогодишен отток на реката н устието е 15 m3/s, а на 205 km нагоре от устието – 9,9 m3/s. Подхранването е предимно снегово с ясно изразено пълноводие през март и април. Замръзва през декември, а в горното течение поради малкото количество вода изцяло замръзва за период от 19 до 45 денонощия. Размразява се в края на март.
Разпределението на месечния отток на река (в m3/s) в устието

## Селища
С изключение на град Семикаракорск, разположен в устието на реката, други градове по течението ѝ няма. На брега ѝ са разположени районните центрове – селата: Ремонтное, Дубровское и Болшая Мартиновка, всичките в Ростовска област.